# Dark psy
Dark psytrance is een elektronische-muziekstijl. Het is een snellere en meer duistere vorm binnen het genre van de psychedelic trance, met tempo's die tussen de 145 tot 180 bpm variëren. De muziekstijl is ontstaan in Rusland en Duitsland, eind jaren 90 van de 20e eeuw. Inmiddels is het genre wereldwijd verspreid onder specifieke producers, organisatoren van evenementen en deejays.

## Kenmerken
Dark psy kent praktisch nooit vocalen, maar maakt in plaats daarvan volop gebruik van samples van stemmen uit voornamelijk horror- en sciencefictionfilms. Soms wordt een fragment uit een totaal ander muziekgenre gebruikt als flard tijdens de nummers.
De atmosfeer in de nummers komt overeen met die van genres als dark ambient, darkcore en industrial. Soms is er een duidelijke gothic invloed hoorbaar (voorbeelden hiervan zijn de artiesten Parasense, Kemic-Al en Xenomorph). Productietechnieken uit het glitch-genre treffen we aan bij o.a. Kindzadza, Cosmo, Highko en Noonsphere.
Sinds 2006 beginnen diverse dark-psyproducers meer melodieuze, op de psychedelic trance uit Zuid-Afrika geïnspireerde nummers te maken, zoals N3XU5 en Fungus Funk, terwijl anderen een meer (opgevoerde) progressivetrancebenadering kiezen (bijvoorbeeld Deja Vu, Fabrique, oCeLoT en C-P-C).
Sinds het ontstaan van dark psy zijn er wereldwijd verschillende op de stijl toegespitste openluchtfestivals en evenementen. De meest prominente zijn Liquid Moon in Zürich, Goa Gil's Birthday Bash, Gaian Mind Summer Festival, The Ord Festival en Psycrowdelica.